# New York Nessos-Maler
Der New York Nessos-Maler war ein mittelprotoattischer Vasenmaler, der im zweiten Viertel des 7. Jahrhunderts v. Chr. tätig war.
Der New York Nessos-Maler erhielt seinen Notnamen nach einer Halsamphora im Metropolitan Museum of Art in New York. Auf der Vase ist Herakles mit dem Kentauren Nessos gezeigt. Er war ein Vertreter des sogenannten „Schwarzweißen Stils“. Wie auch andere Vertreter dieses Stils stellte er die wichtigsten Szenen unter einem der Henkel dar. Aufgrund der verwendeten Ritzungen wird diese Stilform seit den Forschungen von John D. Beazley als semi-schwarzfiguriger Stil bezeichnet.